# Chillwave
Chillwave, także: glo-fi, hypnagogic pop – gatunek muzyki elektronicznej, powstały przed 2009 rokiem w Stanach Zjednoczonych. Wyróżniają go efekty dźwiękowe oraz używanie syntezatorów, loopów, samplingu i przefiltrowanych wokali, połączonych z prostymi melodiami. Gatunek ten ma swoje korzenie przede wszystkim w muzyce synthpopowej lat 80. i indie rocku.

## Wykonawcy chillwave
Za pierwszych twórców uważa się Panda Beara (album Person Pitch z 2007 roku) i Ariela Pinka.
Inni twórcy chillwave: Neon Indian, Keep Shelly In Athens, Washed Out, Toro y moi, Memory Tapes.